# 電化電池
電化電池（electrochemical cell）又称電化學電池、化学电池，是一种能够从化学反应中“产生电能”或“利用电能引起化学反应”的装置。
按此定义，分为两种类型：
- 原电池（primary cell）包含伏打电池（voltaic cell）、伽伐尼电池（galvanic cell），是产生电能与电流的电化学电池，即發生化學反應（氧化還原反應）將化學能轉為電能的裝置。
- 电解池（electrolytic cell）又称电解电池，是利用电能且通过电解等方式产生化学反应的电化学电池，即輸入電能引發化學反應的裝置[1]。

近似的术语“电池组”（electric battery）则是指由一个或多个电池组成，以并联、串联或串并联方式连接；也简称“电池”。

## 組成
- 陽極：發生氧化反應（放出電子）的電極，又稱負極（-），為一半電池，進行的反應稱為氧化半反應。
- 陰極：發生還原反應（接受電子）的電極，又稱正極（+），為另一半電池，進行的反應稱為還原半反應。

兩個半電池可結合成一個電池。
- 鹽橋：提供離子通路，防止任何一個半電池中有淨電荷的積存，以保持溶液的電中性。

## 表示法
- 陽極在左，陰極在右。
- 鹽橋以兩條直線表示，兩邊各為陽極及陰極之電解質。

## 濃度電池
在濃度電池中，陽極濃度（C1）對陰極濃度（C2）比值越小，則電池的電位越大。
- 構造：電池的兩極及電解液均相同，只有電解液的濃度不同。
  - 陽極：低濃度電極，產生氧化反應。
  - 陰極：高濃度電極，產生還原反應。

## 雙電池
- 兩電池順向連接：即一電池之陽極與另一電池之陰極相連接。雙電池之總電壓為兩電池的電壓之和。
- 兩電池逆向連接：即一電池之陽極與另一電池之陽極相接，陰極與陰極相接。雙電池之總電壓為兩電池的電壓之差。